# Utz Brands
Utz Brands, Inc. (NYSE: UTZ) er en amerikansk producent af snacks som chips og pretzels. Virksomheden er baseret i Hanover, Pennsylvania.
Utz Brands begyndte i 1921 som Hanover Home Brand Potato Chips, da William og Salie Utz begyndte at producere kartoffelchips i deres hjem i Hanover, Pennsylvania.